# 1957 في إندونيسيا

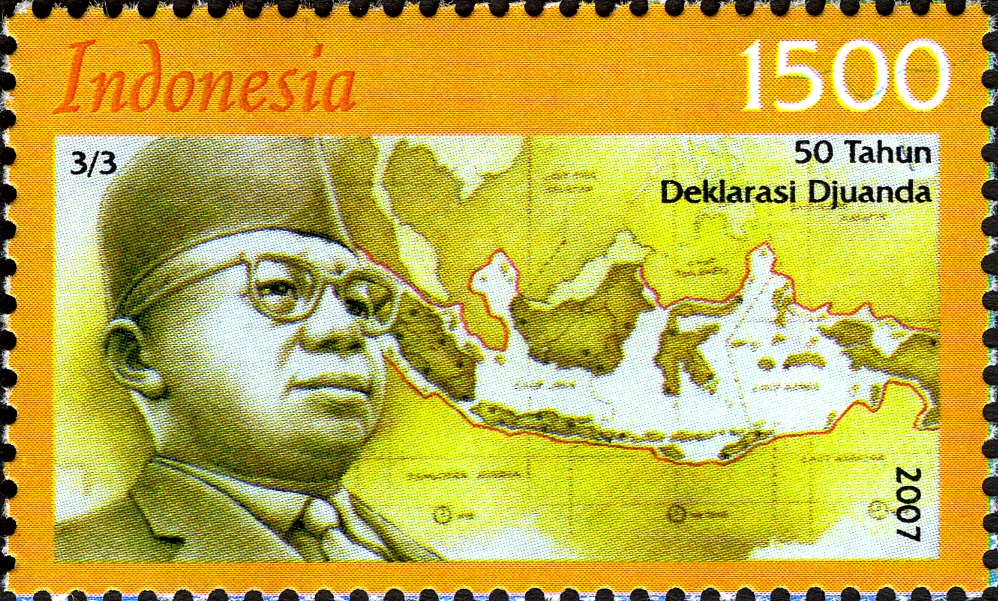
طابع بريد إندونيسي

فيما يلي قوائم الأحداث التي وقعت خلال عام 1957 في إندونيسيا.

## سياسة

### تعيين في المنصب
- 1 يناير – جانوس ناغي ambassador of Hungary to Indonesia ‏.[1][2]

## مواليد

### يناير
- 20 يناير – إيدي سانتانا بوترا سياسي إندونيسي.

### فبراير
- 28 فبراير – جيف ودلاند

### نوفمبر
- 26 نوفمبر – عبد الرحمن محمد فاخر سفير إندونيسي.

### ديسمبر
- 25 ديسمبر – كريستين حكيم ممثلة إندونيسية.

## وفيات

### أكتوبر
- 12 أكتوبر – آري دي جونغ (مواليد 1865)